# Ronald Ross
Ronald Ross (Almora, 13 maggio 1857 – Londra, 16 settembre 1932) è stato un medico britannico, vincitore del Premio Nobel per la medicina nel 1902.
La sua scoperta del parassita della malaria nella zanzara Anopheles ha portato alla realizzazione che la malaria è stata trasmessa da Anopheles, e ha gettato le basi per la lotta contro la malattia.

## Biografia

### Primi anni di vita
Ross nacque ad Almora, in India, maggiore tra i dieci figli del Capitano Campbell Claye Grant Ross dell'esercito indiano e di Matilda Charlotte Elderton, figlia di Edward Merrick Elderton, un avvocato londinese. All'età di otto anni fu inviato in Inghilterra a Springhill, vicino a Southampton, per la sua istruzione. Affascinato dalle belle arti, desiderava diventare un artista, mentre il padre aveva scelto per lui la professione medica. Iniziò gli studi di medicina alla St. Bartholomew's Hospital Medical School nel 1875 e si laureò nel 1881, per poi entrare nel servizio sanitario di Madras.

### La scoperta
Nel 1888 ritornò in Inghilterra per prendere il Diploma in Public Health, un corso che prevedeva uno studio sistematico della batteriologia e delle tecniche di laboratorio. Dopo il servizio con l'esercito, Ross fu nominato chirurgo a Bangalore, dove maturò la passione per la ricerca e cominciò a interessarsi alla malaria, partendo dall'ipotesi che fosse causata da una forma di autointossicazione intestinale. Nel 1894 Ross si confrontò con Patrick Manson, il quale pubblicò prove che indicavano che la zanzara aveva un ruolo importante nel ciclo vitale del parassita della malaria e nella trasmissione della malattia agli esseri umani. Tornò in India e dovette risolvere vari problemi: il gran caldo di Bombay, ma soprattutto la diffidenza degli indiani ammalati di malaria, che rifiutarono di farsi prelevare sangue da un dito. Per di più, dovette imparare a studiare le zanzare, a dissezionarle per esaminare gli intestini, nella speranza di individuare i parassiti interni.
Già nel 1880 il medico francese Charles Louis Alphonse Laveran aveva osservato la presenza di plasmodi, responsabili dell'infezione, all'interno di globuli rossi umani; ma molti ricercatori ritenevano che i protozoi venissero trasmessi dalle zanzare dopo che queste li avevano ingeriti dal terreno o da acque paludose. Nel 1898 a Calcutta, nella "stagione strana" (quella in cui non si verificavano casi di malattia nell'uomo), si dedicò allo studio della malaria aviaria. Studiando la malaria degli uccelli, nel 1898 scoprì che l'agente causale venne trasmesso dalla zanzara della specie Culex pipiens. Ricostruì il ciclo vitale del parassita Plasmodium, compreso il suo sviluppo nell'intestino e nelle ghiandole salivari della zanzara, scoprendo che quest'ultima poté trasmettere la malattia dagli uccelli infetti a quelli sani. Avanzò dunque l'ipotesi che la stessa fosse responsabile dell'infezione nell'uomo.
Nel 1899 si congedò dal servizio sanitario indiano e ritornò in Inghilterra, diventando così un docente alla nuova Liverpool School of Tropical Medicine, sotto la direzione di Sir Alfred Jones. Qui a Liverpool si dedicò al controllo internazionale della malaria, organizzando e guidando spedizioni in varie zone del mondo, tra cui la Sierra Leone, l'Africa occidentale, la zona del Canale di Suez, la Grecia, Mauritius, Cipro e in alcune aree colpite dalla prima guerra mondiale. Ha dato inoltre molti contributi all'epidemiologia della malaria e ai metodi della sua indagine e valutazione, ma forse il suo più grande contributo è stato lo sviluppo dei modelli matematici per lo studio della sua epidemiologia, iniziata nella sua relazione a Mauritius nel 1908, elaborata nella sua Prevenzione della malaria nel 1911 e ulteriormente elaborata in una forma più generalizzata in lavori scientifici pubblicati dalla Royal Society nel 1915 e 1916. Ritornò alla professione di medico nel periodo compreso tra il 1912 e il 1917 presso il Kings College Hospital di Londra. In seguito ricoprì numerosi incarichi come consulente in malattie tropicali, e dal 1926 fino alla morte diresse il Ross Institute di Putney.

### Rivalità con Grassi
Ronald Ross ebbe una feroce disputa con il parassitologo italiano Giovanni Battista Grassi per la priorità sulla scoperta della malaria. Entrambi effettuarono gli studi nello stesso periodo e questa rivalità si fece intensa quando Ross vinse il Premio Nobel. Grassi diede un importante contributo alla medicina, ovvero la dimostrazione della trasmissione dei plasmodi della malaria da parte delle zanzare del genere Anopheles, attraverso le loro ghiandole salivari. Nel 1898 identificò Anopheles claviger come vettore e successivamente realizzò la prima infezione sperimentale. Con Amico Bignami (1862-1919) e Giuseppe Bastianelli, dimostrò nel 1899 che il ciclo vitale del plasmodio richiede necessariamente il passaggio attraverso il suo vettore artropode.
"Sono custoditi presso il Dipartimento di Biologia Animale e dell'Uomo della Sapienza vari documenti relativi alla polemica che contrappose Battista Grassi e Ronald Ross per la priorità della scoperta del vettore della malaria umana. L'articolo di Ross, comparso sugli Annales de l'Institut Pasteur (1899) e datato 31 dicembre 1898, è esposto in un esemplare annotato dal Grassi. Grassi difese la sua indipendenza e la priorità nella scoperta fino all'ultimo anno della sua vita. Un suo articolo sulla rivista Nature (gennaio 1924) ebbe una sdegnosa risposta da Ross sullo stesso giornale (8 marzo) al quale Grassi replicò, ancora su Nature, con una lettera del 29 marzo".

### Vita privata e ultimi anni di vita
Ross sposò Rosa Bessie Bloxam nel 1889. Hanno avuto due figli, Ronald e Charles, e due figlie, Dorothy e Sylvia. Sua moglie morì nel 1931. Ross sopravvisse fino all'anno dopo, quando morì dopo un lungo attacco d'asma al Ross Institute, Londra, nel 1932.

## Premi ed onori
Ross ricevette molti onori, oltre al Premio Nobel per la medicina nel 1902. Ottenne la laurea honoris causa [MD] a Stoccolma nel 1910 alla celebrazione del centenario Caroline Institute. Mentre la sua vivacità e la ricerca di senso unico per la verità ha causato attrito con alcune persone, Ross ha goduto di una vasta cerchia di amici in Europa, Asia e negli Stati Uniti che lo hanno rispettato per la sua personalità così come per il suo genio. Nel 1901 Ross è stato eletto membro della Royal College of Surgeons e anche membro della Royal Society, di cui diventa vicepresidente dal 1911-1913. Nel 1902 è stato nominato Compagno dell'Ordine del Bagno da Sua Maestà il Re di Gran Bretagna. Nel 1911 fu elevato al rango di Cavaliere Commendatore dell'Ordine stesso. In Belgio, è stato nominato Ufficiale dell'Ordine di Leopoldo II.
In India Ross è ricordato con grande rispetto: molte strade portano il suo nome e anche alcuni ospedali come il Sir Ronald Ross Institute of Tropical and Communicable Diseases in riconoscimento del suo lavoro.

## Curiosità
- Ronald Ross aveva una profonda passione per la letteratura e per la scienza: nel corso degli anni aveva pubblicato anche romanzi, commedie, fiabe e poesie, oltre ad alcuni articoli matematici[6].
- L'assistente indiano di Ronald Ross, Kishori Mohan Bandyopadhyay, è stato premiato con una medaglia d'oro dal Re Edoardo VII.